# Гай Попей Сабин
Гай Попей Сабин (на латински: Gaius Poppaeus Sabinus; † 35 г.) e римски политик.

## Биография
Той произлиза от богатата фамилия Попеи от Помпей. Брат е на Квинт Попей Секундус.
През 9 г. той e консул заедно с Квинт Сулпиций Камерин. След това до смъртта си той e legatus Augusti pro praetore (управител) на провинция Мизия. Тиберий му дава през 15 г. и провинциите Ахея и Македония. За победата му над бунтуващите се траки той получава през 26 г. триумф.
Гай Попей е дядо по майчина линия на Попея Сабина, римска императрица и втора съпруга на император Нерон. Той е баща на Попея Сабина Старша, която дава на дъщеря си Попея Сабина дядовото име, след като съпругът ѝ Тит Олий пострадва от скандала със Сеян.